# Гарве, Эдуард Васильевич
Эдуард Васильевич Гарве (Гарвей; Edward Harvey, 5 февраля (25 января) 1798, Лондон — 20 (8) февраля 1874) — лектор английского языка и словесности в Московском университете.

## Биография
Эдуард Гарве родился 5 февраля 1798 года в городе Лондоне; родители его происходили от небогатых помещиков графства Эссекс. Они имели трех сыновей и одну дочь. Эдуард Гарве в раннем детстве лишился отца и на десятом или одиннадцатом году от роду матерью отдан был в одно из лучших частных учебных заведений Лондона. По окончании его, он вместе со своим старшим братом, познакомившись с некоторыми лицами свиты Александра I, во время пребывания его в Англии в 1814 году, приехал в Россию. В 1816 году поступил домашним учителем в знатное петербургское семейство, став воспитателем будущего декабриста В. С. Толстого. Здесь он продолжал заниматься изучением древних и новых языков. Переехав в Москву со своим воспитанником, Гарве в 1822 году выдержал при 1-й Московской гимназии экзамен на звание домашнего учителя, затем занялся частными уроками, а в 1826 году поступил учителем английского языка в Благородный пансион при Московском университете.
Из воспоминаний Ф. Боденштедта следует, что Гарве пользовался в Москве наибольшей известностью среди преподавателей английского языка, одно время был учителем языка у Т. В. Васильчиковой, жены кн. И. В. Васильчикова.
В 1827 году был назначен учителем того же языка в Московское коммерческое училище.
30 (18) апреля 1828 года определён лектором английского языка в Московский университет. 13 (1) июля 1831 г. по случаю преобразования Благородного пансиона в гимназию уволен от должности в пансионе, а в 1851 году, по прошению, и из коммерческого училища. В 1851 году Гарве со своим семейством принял присягу на подданство России и, приобретя службой права русского дворянства, 23 (11) марта 1852 года был утверждён в дворянстве Московским дворянским депутатским собранием. Попечитель Московского университета граф А. Н. Панин так отзывался о его деятельности в Московском университете: «Знает язык английский основательно и учит хорошо, но имеет мало слушателей».
Лекции Гарве в Московском университете посещал М. Ю. Лермонтов (которому, вероятно, Гарве был знаком ещё по Благородному пансиону). Он присутствовал на занятиях старшего курса, где Гарве читал историю английской литературы, в первом семестре 1831/32 учебного года. В ведомости Гарве с 10 сентября по 23 декабря 1831 года указано, что Лермонтов получил по английской литературе четвёрку — высший балл. В это время Гарве читал «с критическим разбором и объяснениями отрывки из лорда Байрона, Вальтера Скотта и Томаса Мура». Целиком за весь 1831/32 учебный год Лермонтов у Гарве не был аттестован. Другим известным студентом Гарве был В. Г. Белинский (1830).
Гарве составил хрестоматию: «The English student’s Manual or miscellaneous pieces selected from the best English prose writers, preceded by а sketch of the rise progress of the English Language and followed by а copious English-French and Russian Dictionnary of all the words, contained in the body of the work», 2 тома, и «Краткую английскую грамматику», служащую дополнением к хрестоматии. Сверх того, занимался переводами различных статей с русского на английский язык.
Эдуард Васильевич Гарве умер 20 февраля 1874 года в городе Москве.

## Личная жизнь
Женат (не позднее 1825 г.) на своей соотечественнице, Елизавете Гарве (1796—1830).
С 23 апреля 1848 года на дочери Гарве, Елизавете Эдуардовне (1826—1861), был женат московский профессор-юрист (и автор статей о Байроне) Пётр Григорьевич Редкин, впоследствии ректор Санкт-Петербургского университета.

## Память
Похоронен на Ваганьковском кладбище; могила утрачена.

## Труды
- Edward Harvey. The English Student’s Manual or Miscellaneous pieces selected from the best English prose writers, preceded by a sketch of the rise and progress of the English Language, and followed by a copious English-French and Russian Dictionary of all the words contained in the body of the work. — Moscow. — 1835. — 2 Vol.: Vol. I, 262 p.; Vol. II, 172 p. (Dictionary) + 46 p. (Грамматика). — Printed by Seliwanoffsky. — 8°.